# Kopidlo
Kopidlo je obec ve východní části okresu Plzeň-sever v Plzeňském kraji. Leží asi čtyři kilometry jihozápadně od Kralovic. Žije zde 144 obyvatel. Obec je součástí Mikroregionu Dolní Střela. Obcí protéká Kopidelský potok.

## Historie
Podle Václava Kočky byla ves Kopidlo postoupena roku 1181 pravděpodobně jako doživotní výsluha Vitoňovi z Kopidla. Po jeho smrti se opět stala zbožím panovníka a roku 1183 ji kníže Bedřich daroval cisterciáckému klášteru v Plasích. Za husitských válek byla ves zničena a přilehlá pole byla až do začátku 18. století pronajímána sedlákům z Lednice.
Významný opat Evžen Tyttl nechal postavit na místě staré vsi v letech 1706–1710 šestnáct chalup, novými osadníky se stali: Ondřej Sebránek, Jiří Jakeš, Jakub Sinkule, Ondřej Sinkule, Jiří Bouda, Jiří Rob, Bernard Zeman, Jiří Štrunc, Václav Půta, Matěj Hacha, Jiří Včala, Matěj Kotas, Martin Knedlhans, Jan Včala, Jiří Drahý a Matěj Vodvářka. Klášter držel ves až do svého zrušení Josefem II. v roce 1785, kdy celé klášterní panství přešlo do správy náboženského fondu, od kterého jej v roce 1826 koupil kníže Metternich.

## Přírodní poměry
Kopidlo sousedí s Výrovem na severu, Lednicí na východě, Kočínem na jihovýchodě a Babinou na západě. Kopidlo tvoří severozápadní roh území přírodního parku Rohatiny.

## Obyvatelstvo
| Rok            | 1869 | 1880 | 1890 | 1900 | 1910 | 1921 | 1930 | 1950 | 1961 | 1970 | 1980 | 1991 | 2001 | 2011 | 2021 |
| -------------- | ---- | ---- | ---- | ---- | ---- | ---- | ---- | ---- | ---- | ---- | ---- | ---- | ---- | ---- | ---- |
| Počet obyvatel | 356  | 276  | 339  | 302  | 386  | 377  | 322  | 229  | 208  | 190  | 177  | 143  | 117  | 126  | 140  |
| Počet domů     | 46   | 42   | 46   | 48   | 57   | 59   | 66   | 66   | 60   | 60   | 56   | 65   | 65   | 56   | 73   |

## Obecní správa
Po zrušení patrimoniální správy ves patřila k obci Kočín, od 60. let 20. století je Kopidlo samostatnou obcí.

## Pamětihodnosti
Dispozice vsi stále zachovává původní založení. Obvod rozlehlé návsi i komunikace jsou obklopeny množstvím dochovaných lidových staveb, ze kterých vynikají roubené domy č. 2, 18, 31, 32, 34 a 35. Ve dvoře usedlosti č. 33 je patrový roubený špýchar s pavláčkou. U křižovatky silnic na Výrov a Lednici stojí čtyřboká zděná kaple z konce 18. století s reliéfem Jana Husa, v interiéru barokní pieta.